# Hydrometrie
In de hydrometrie of watermeetkunde worden de componenten van de hydrologische kringloop gemeten waaronder:
- afvoer, debieten van beken en rivieren
- waterstand (waterhoogte, waterpeil)
- stijghoogten van grondwater
- neerslag
- verdamping
- bodemvocht
- sedimenttransport